# Anton Bezler (Turner)
Anton Bezler (* 3. Januar 1909 in Oberkochen; † 5. Oktober 1944 bei Nijmegen) war ein deutscher Turner des TSV Göggingen 1875.
1928 wurde Bezler Turnfestsieger beim Deutschen Turnfest im Zwölfkampf.
Bezler turnte zudem in der Nationalmannschaft. 1932 wurde ein möglicher Start bei den Olympischen Spielen in Los Angeles durch die deutsche Nichtteilnahme verhindert.
Nach ihm ist in Augsburg die gleichnamige Sporthalle benannt sowie seit 1973 die Anton-Bezler-Straße.